# Têlenovela (slovenska serija)
Têlenovela je slovenska humoristična serija, ki je na voljo na platformi VOYO od 25. marca 2021 dalje. Govori o Slavcu, ki čez noč postane direktor velike televizije Prvak TV, na kateri začenjajo s snemanjem nove odbite serije. V drugi sezoni se televizija preimenuje v Patriot TV, ekipa se začne ukvarjati z dnevno informativnim programom.
15. januarja 2023 je prva sezona prišla še na televizijo, na sporedu ob nedeljah po večernem filmu na POP TV.

## Predvajanje

### VOYO
| Sezona | Sezona | Št. delov | Naslov     | Začetek                                    | Konec                                      | Sklic |
| ------ | ------ | --------- | ---------- | ------------------------------------------ | ------------------------------------------ | ----- |
|        | 1      | 9         | Superkurbe | 25. marec 2021 (vsi deli na en mah hkrati) | 25. marec 2021 (vsi deli na en mah hkrati) | [ 3 ] |
|        | 2      | 8         | Patriot TV | 10. april 2022 (vsi deli na en mah hkrati) | 10. april 2022 (vsi deli na en mah hkrati) | [ 4 ] |

### POP TV
| Sezona | Sezona | Št. delov | Naslov     | Začetek         | Konec          | Sklic |
| ------ | ------ | --------- | ---------- | --------------- | -------------- | ----- |
|        | 1      | 9         | Superkurbe | 15. januar 2023 | 12. marec 2023 | [ 5 ] |

## Igralska zasedba

### 1. sezona (Superkurbe)
| Igralec/-ka         | Vloga                                                 |
| ------------------- | ----------------------------------------------------- |
| Bojan Emeršič       | Slavc - Slavko Križaj, novi izvršni direktor Prvak TV |
| Gaja Filač          | Maša Milčinski, Slavčeva asistentka                   |
| Ivo Ban             | Tone Zore, scenarist serije                           |
| Nejc Cijan Garlatti | Luka, režiser serije                                  |
| Gregor Gruden       | Zdene, direktor fotografije                           |
| Branko Šturbej      | Marjan, vodja upravnega odbora Prvak TV               |
| Iva Krajnc Bagola   | Jasna, članica upravnega odbora                       |
| Nina Ivanič         | Tina, glavna igralka v seriji                         |
| Vida Cvar           | Eva, glavna igralka                                   |
| Andrei Lenart       | Primož, glavni igralec                                |
| Branko Završan      | Dragan, novi režiser                                  |
| Vesna Pernarčič     | Violeta, Slavčeva bivša žena                          |
| Ula Furlan          | Marina, Slavčeva tajnica                              |
| Aljaž Jovanović     | Jens, Slavčev šofer                                   |
| Jure Henigman       | Igor, predstavnik lastnikov                           |